# Seznam čeledí brouků

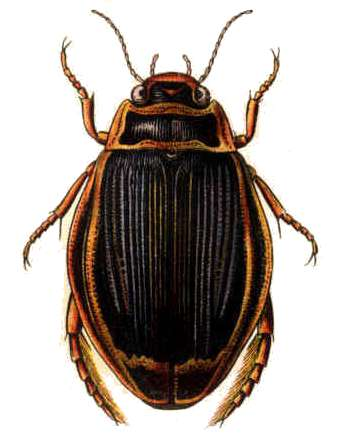
Potápník široký Dytiscus latissimus - Dytiscidae

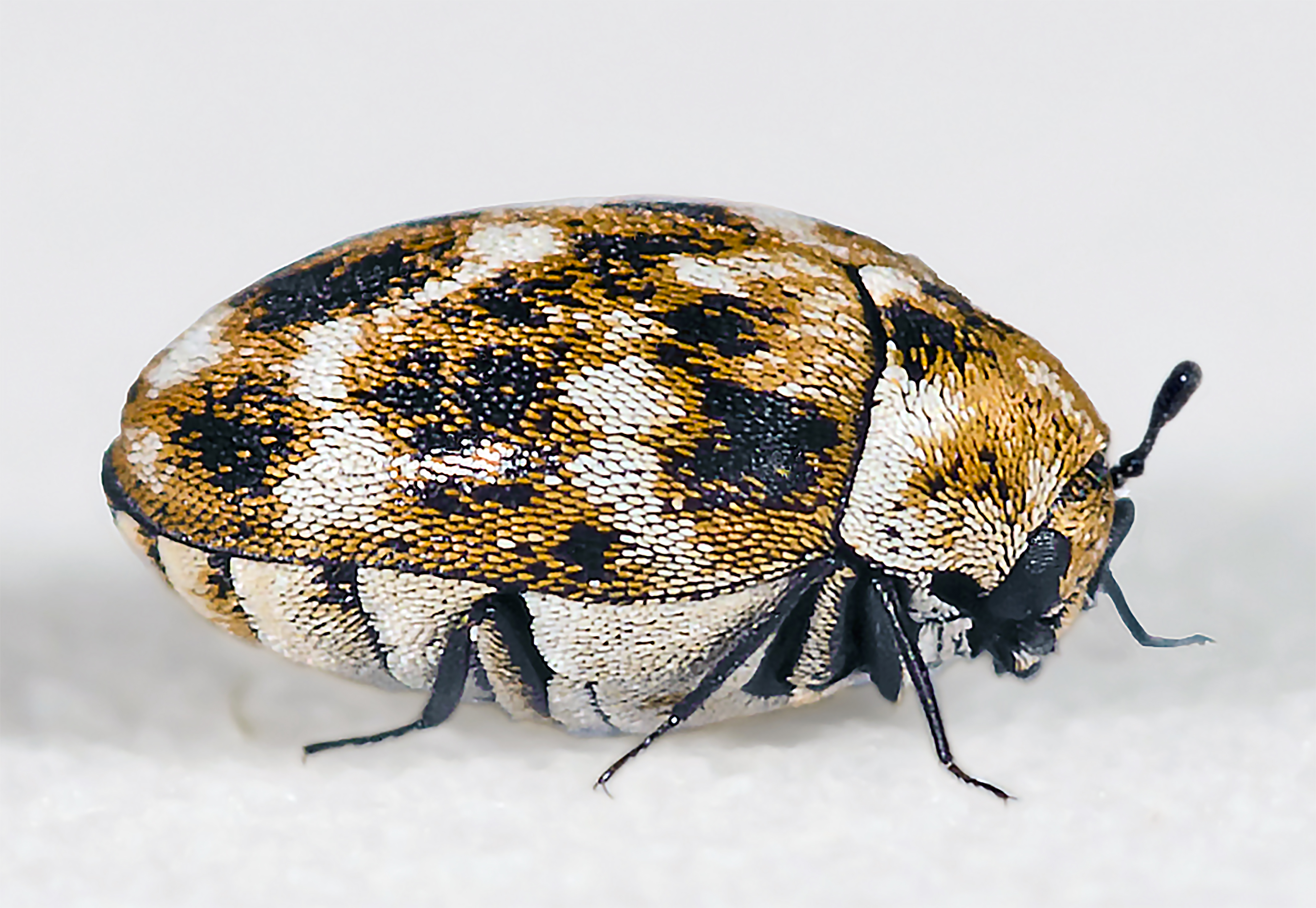
Anthrenus verbasci, Dermestidae

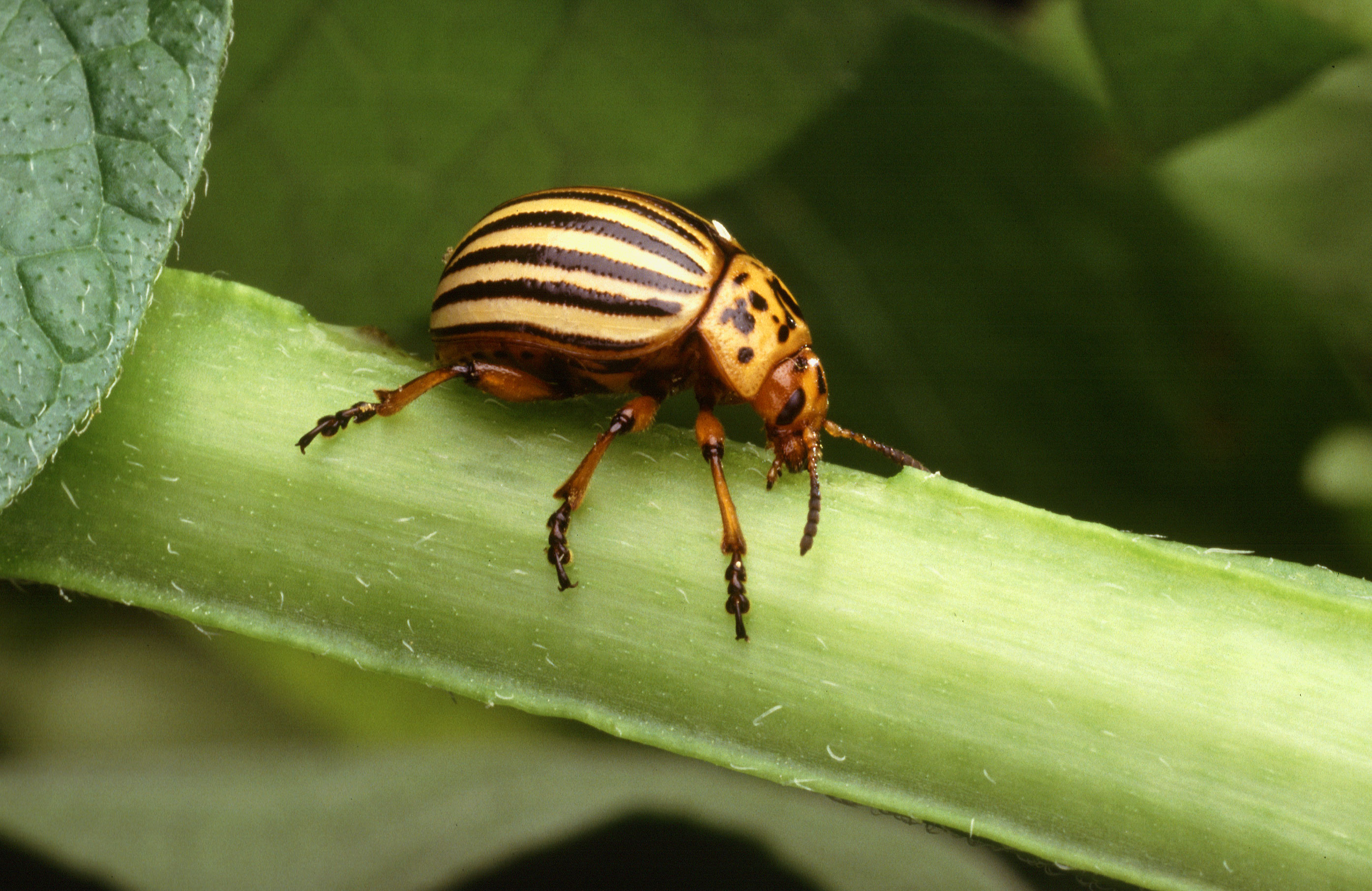
Mandelinka bramborová, Leptinotarsa decemlineata - Chrysomelidae

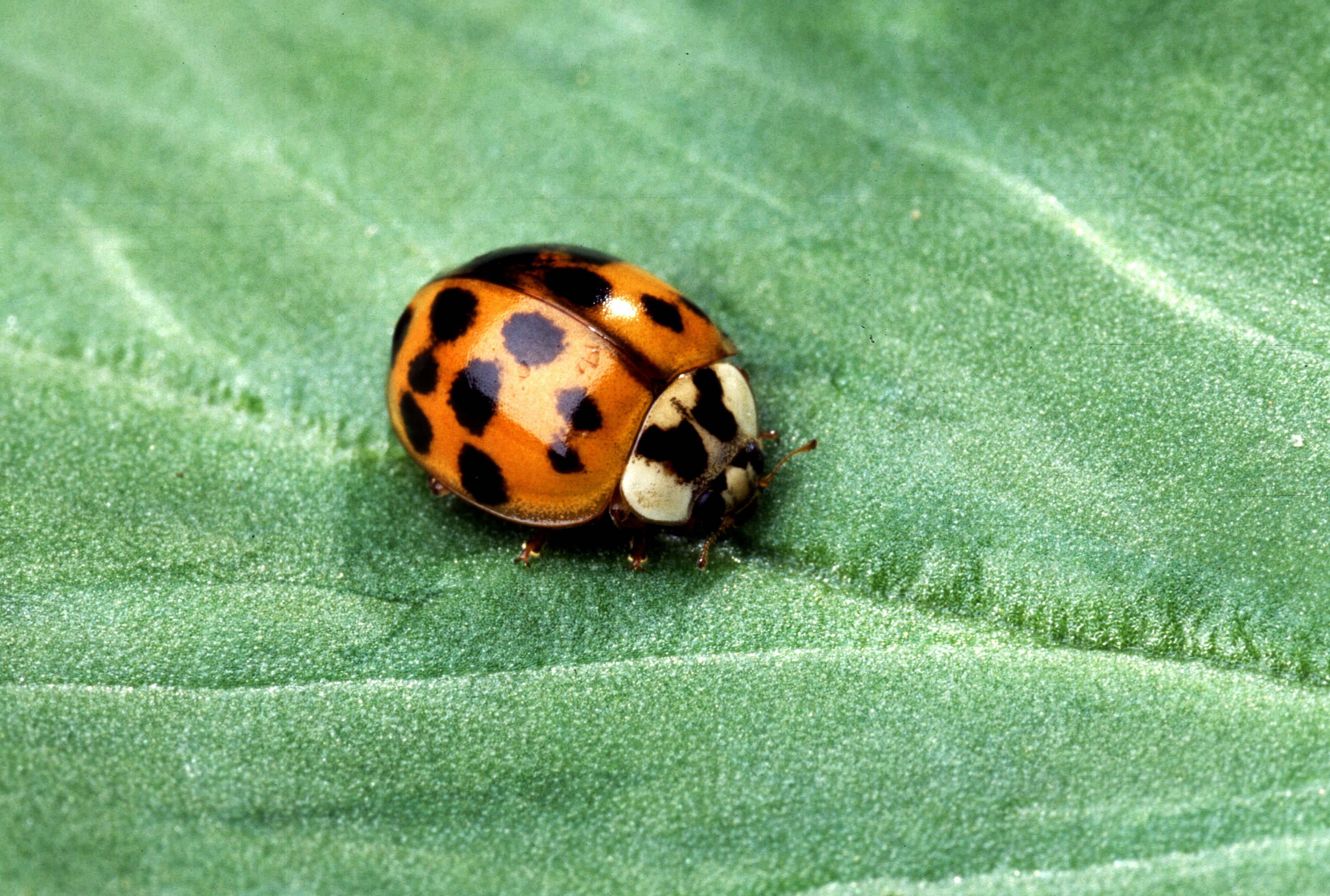
Asijské slunéčko Harmonia axyridis - Coccinelidae

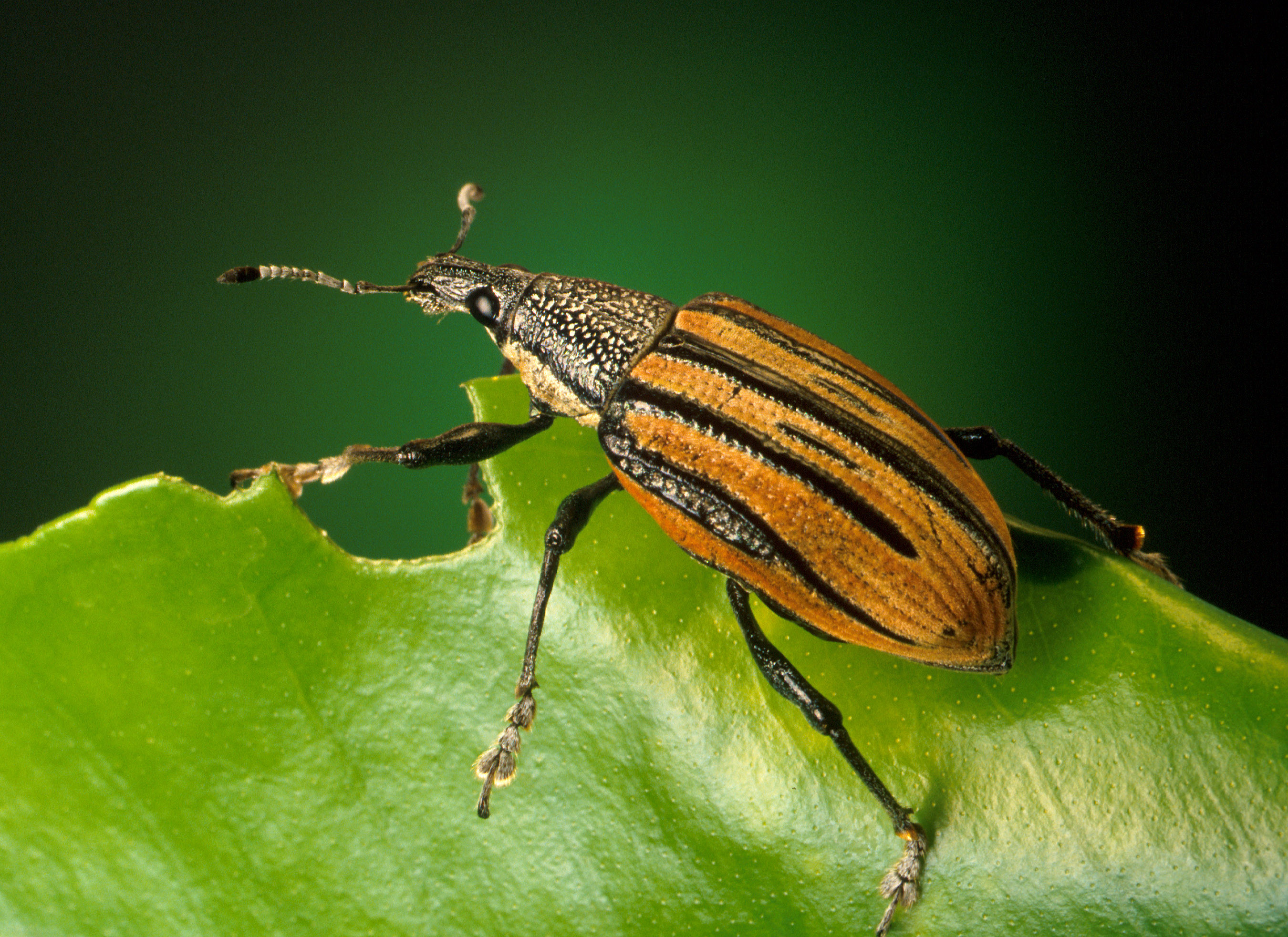
Diaprepes abbreviatus

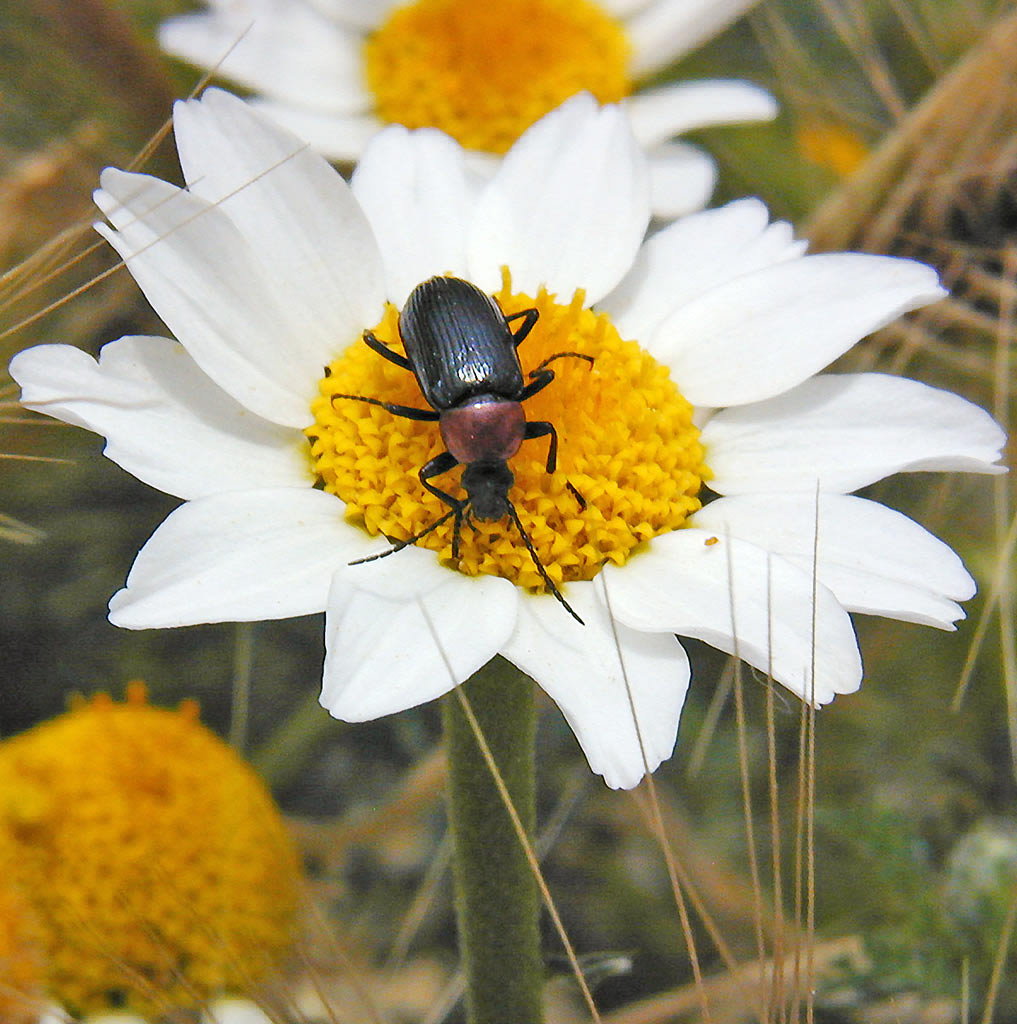
Potemník Heliotautus ruficollis - Tenebrionidae

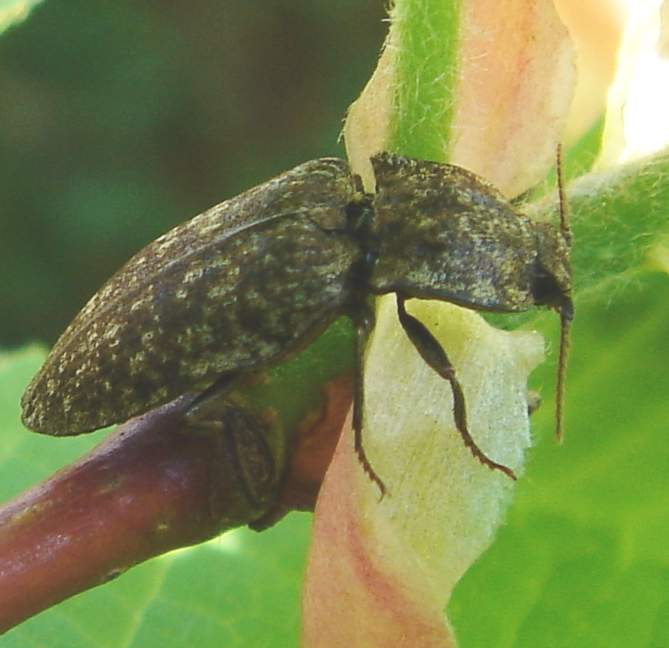
Kovařík Alaus murina Elateridae

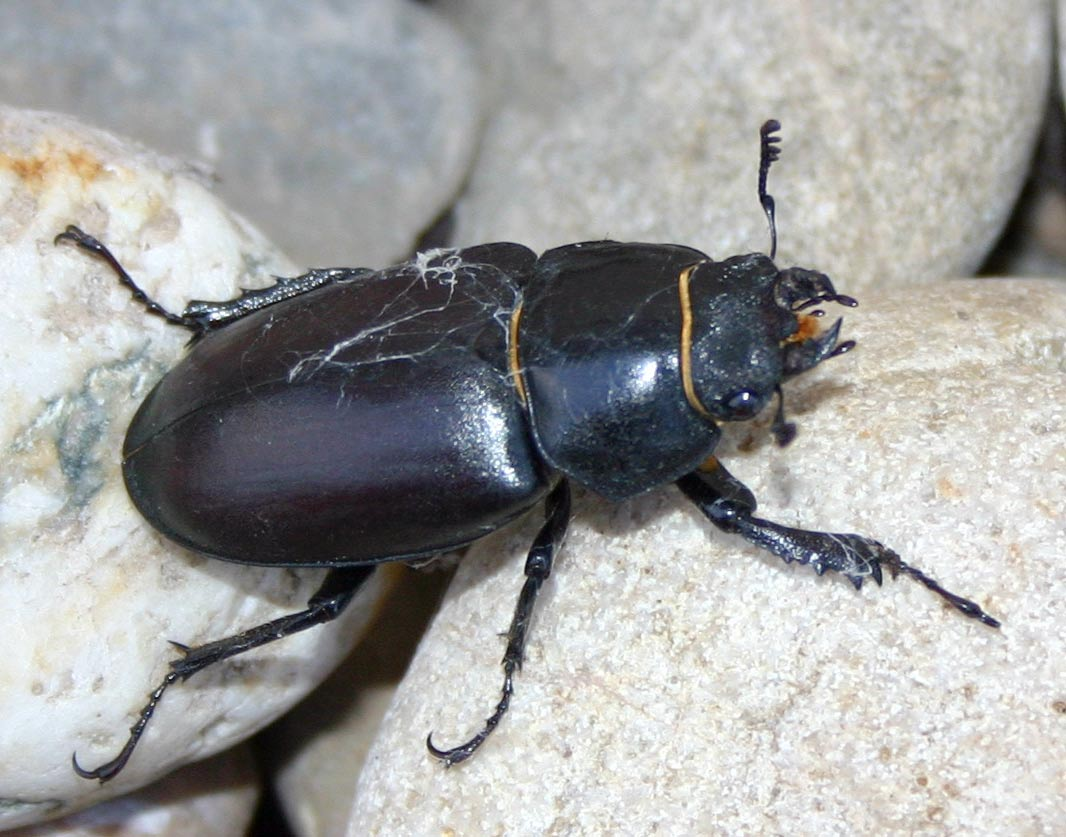
Roháč obecný Lucanus cervus Lucanidae

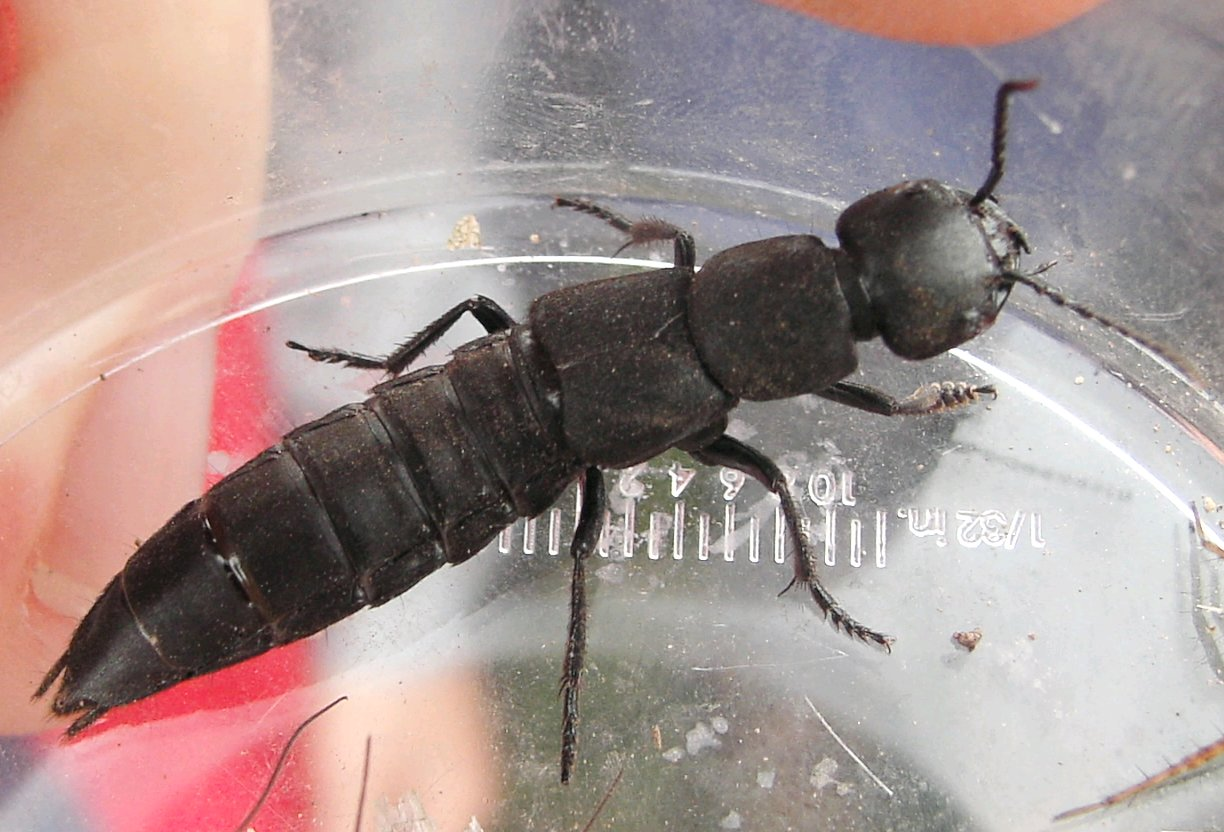
Drabčík Staphylinus olens - Staphylinidae

Seznam čeledí brouků klasifikuje řád Coleoptera (brouci) do úrovně čeledí.
Řád Coleoptera (brouci)
- Podřád Adephaga (masožraví) Schellenberg, 1806
  - Amphizoidae LeConte, 1853
  - Carabidae Latreille, 1802 (střevlíkovití)
    - Cicindelinae, dříve Cicindelidae Latreille, 1802 (svižníkovití)
    - Paussinae, dříve Paussidae Latreille, 1807

  - Dytiscidae Leach, 1815
  - Gyrinidae Latreille, 1802 (vírníkovití)
  - Haliplidae Aubé, 1836 (plavčíci)
  - Hygrobiidae Régimbart, 1878
  - Noteridae C.G. Thomson, 1860
  - Rhysodidae Laporte, 1840
  - Trachypachidae C.G. Thomson, 1857
- Podřád Archostemata (prvožraví) Kolbe, 1908
  - Crowsoniellidae Iablokoff-Khnzorian, 1983
  - Cupedidae Laporte, 1836
  - Jurodidae Ponomarenko, 1985
  - Micromalthidae Barber, 1983
  - Ommatidae Sharp and Muir, 1912
- Podřád Myxophaga (řasožraví) Crowson, 1955
  - Hydroscaphidae LeConte, 1874
  - Lepiceridae Hinton, 1936
  - Sphaeriusidae Erichson, 1845[1]
  - Torridincolidae Steffan, 1964
- Podřád Polyphaga (všežraví) Emery, 1886
  - Infrařád Bostrichiformia Forbes, 1926
    - Nadčeleď Bostrichoidea Latreille, 1802
      - Anobiidae Fleming, 1821
        - Ptininae, dříve Ptinidae Latreille, 1802

      - Bostrichidae Latreille, 1802
        - Lyctinae, dříve Lyctidae Billberg, 1820
        - Endecatominae, dříve Endecatomidae LeConte, 1861

      - Dermestidae Latreille, 1804
      - Jacobsoniidae Heller, 1926
      - Nosodendridae Erichson, 1846

    - Nadčeleď Derodontoidea LeConte, 1861
      - Derodontidae LeConte, 1861

  - Infrařád Cucujiformia Lameere, 1938
    - Nadčeleď Chrysomeloidea Latreille, 1802
      - Cerambycidae Latreille, 1802 (tesaříkovití)
      - Chrysomelidae Latreille, 1802 (mandelinkovití)
      - Megalopodidae Latreille, 1802
      - Orsodacnidae C. G. Thomson, 1869

    - Nadčeleď Cleroidea Latreille, 1802
      - Acanthocnemidae Crowson, 1964
      - Chaetosomatidae Crowson, 1952
      - Cleridae Latreille, 1802 (pestrokrovečníkovití)
      - Melyridae Leach, 1815 (bradavičníkovití)
      - Phloiophilidae Kiesenwetter, 1863
      - Phycosecidae Crowson, 1952
      - Prionoceridae Lacordaire, 1857
      - Trogossitidae Latreille, 1802

    - Nadčeleď Cucujoidea Latreille, 1802
      - Alexiidae Imhoff, 1856
      - Biphyllidae LeConte, 1861
      - Boganiidae Sen Gupta and Crowson, 1966
      - Bothrideridae Erichson, 1845
      - Byturidae Jacquelin du Val, 1858
      - Cavognathidae Sen Gupta and Crowson, 1966
      - Cerylonidae Billberg, 1820
      - Coccinellidae Latreille, 1807 (slunéčka)
      - Corylophidae LeConte, 1852
      - Cryptophagidae Kirby, 1937 (maločlencovití)
      - Cucujidae Latreille, 1802 (lesákovití)
      - Discolomatidae Horn, 1878
      - Endomychidae Leach, 1815 (pýchavkovníkovití)
      - Erotylidae Latreille, 1802
      - Helotidae Reitter, 1876
      - Hobartiidae Sen Gupta and Crowson, 1966
      - Kateretidae Erichson in Agassiz, 1846[2].
      - Laemophloeidae Ganglbauer, 1899
      - Lamingtoniidae Sen Gupta and Crowson, 1966
      - Languriidae Crotch, 1873
      - Latridiidae Erichson, 1842
      - Monotomidae Laporte, 1840 (lesklecovití)
      - Nitidulidae Latreille, 1802
      - Passandridae Erichson, 1845
      - Phalacridae Leach, 1815
      - Phloeostichidae Reitter, 1911
      - Propalticidae Crowson, 1952
      - Protocucujidae Crowson, 1954
      - Silvanidae Kirby, 1937
      - Smicripidae Horn, 1879
      - Sphindidae Jacquelin du Val, 1860

    - Nadčeleď Curculionoidea Latreille, 1802
      - Anthribidae Billberg, 1820
      - Attelabidae Billberg, 1820
      - Belidae Schönherr, 1826
        - Aglycyderinae, dříve Aglycyderidae Wollaston, 1864
        - Oxycoryninae, dříve Oxycorynidae Schönherr, 1840

      - Brentidae Billberg, 1820 (dlouhanovití)
      - Caridae Thompson, 1992
      - Curculionidae Latreille, 1802 (nosatci)
        - Scolytinae, (dříve Scolytidae) Latreille, 1807 (kůrovci)

      - Ithyceridae Schönherr, 1823
      - Nemonychidae Bedel, 1882

    - Nadčeleď Lymexyloidea Fleming, 1821
      - Lymexylidae Fleming, 1821 (lesanovití)

    - Nadčeleď Tenebrionoidea Latreille, 1802
      - Aderidae Winkler, 1927
      - Anthicidae Latreille, 1819
      - Archeocrypticidae Kaszab, 1964
      - Boridae C. G. Thomson, 1859
      - Chalcodryidae Watt, 1974
      - Ciidae Leach, 1819[3] (hubokazovití)
      - Melandryidae Leach, 1815
      - Meloidae Gyllenhal, 1810 (majky)
      - Mordellidae Latreille, 1802
      - Mycetophagidae Leach, 1815
      - Mycteridae Blanchard, 1845
      - Oedemeridae Latreille, 1810
      - Perimylopidae St. George, 1939
      - Prostomidae C. G. Thomson, 1859
      - Pterogeniidae Crowson, 1953
      - Pyrochroidae Latreille, 1807 (červenáčkovití)
      - Pythidae Solier, 1834
      - Ripiphoridae Gemminger and Harold, 1870 dříve Rhipiphoridae (vějířníkovití)
      - Salpingidae Leach, 1815
      - Scraptiidae Mulsant, 1856
      - Stenotrachelidae C. G. Thomson, 1859
      - Synchroidae Lacordaire, 1859
      - Tenebrionidae Latreille, 1802 (potemníci)
      - Tetratomidae Billberg, 1820
      - Trachelostenidae Lacordaire, 1859
      - Trictenotomidae Blanchard, 1845
      - Ulodidae Pascoe, 1869
      - Zopheridae Solier, 1834

  - Infrařád Elateriformia Crowson, 1960
    - Nadčeleď Buprestoidea Leach, 1815
      - Buprestidae Leach, 1815
      - Schizopodidae LeConte, 1861

    - Nadčeleď Byrrhoidea Latreille, 1804
      - Byrrhidae Latreille, 1804
      - Callirhipidae Emden, 1924
      - Chelonariidae Blanchard, 1845
      - Cneoglossidae Champion, 1897
      - Dryopidae Billberg, 1820
      - Elmidae Curtis, 1830
      - Eulichadidae Crowson, 1973
      - Heteroceridae MacLeay, 1825
      - Limnichidae Erichson, 1846
      - Lutrochidae Kasap and Crowson, 1975
      - Psephenidae Lacordaire, 1854
      - Ptilodactylidae Laporte, 1836

    - Nadčeleď Dascilloidea Guerin-Meneville, 1843
      - Dascillidae Guérin-Méneville, 1843 (květníkovití)
      - Rhipiceridae Latreille, 1834

    - Nadčeleď Elateroidea Leach, 1815
      - Artematopodidae Lacordaire, 1857[4]
      - Brachypsectridae Leconte and Horn, 1883
      - Cantharidae Imhoff, 1856
      - Cerophytidae Latreille, 1834
      - Drilidae Blanchard, 1845
      - Elateridae Leach, 1815 (kovaříci)
      - Eucnemidae Eschscholtz, 1829
      - Lampyridae Latreille, 1817 (světlušky)
      - Lycidae Laporte, 1836
      - Omalisidae Lacordaire, 1857
      - Omethidae LeConte, 1861
      - Phengodidae LeConte, 1861
      - Plastoceridae Crowson, 1972
      - Podabrocephalidae Pic, 1930
      - Rhinorhipidae Lawrence, 1988
      - Telegeusidae Leng, 1920
      - Throscidae Laporte, 1840[5]

    - Nadčeleď Scirtoidea Fleming, 1821
      - Clambidae Fischer, 1821
      - Eucinetidae Lacordaire, 1857
      - Scirtidae Fleming, 1821[6]

  - Infrařád Scarabaeiformia Crowson, 1960
    - Nadčeleď Scarabaeoidea Latreille, 1802
      - Belohinidae Paulian, 1959
      - Bolboceratidae Laporte de Castelnau, 1840
      - Ceratocanthidae White, 1842[7]
      - Diphyllostomatidae Holloway, 1972
      - Geotrupidae Latreille, 1802
      - Glaphyridae MacLeay, 1819
      - Glaresidae Semenov-Tian-Shanskii and Medvedev, 1932
      - Hybosoridae Erichson, 1847
      - Lucanidae Latreille, 1804 (roháči)
      - Ochodaeidae Mulsant and Rey, 1871
      - Passalidae Leach, 1815
      - Pleocomidae LeConte, 1861
      - Scarabaeidae Latreille, 1802 (vrubouni)
        - Cetoniinae Leach, 1815 (zlatohlávci)
        - Dynastinae, dříve Dynastidae MacLeay, 1819 (nosorožíci)

      - Trogidae MacLeay, 1819

  - Infrařád Staphyliniformia Lameere, 1900
    - Nadčeleď Hydrophiloidea Latreille, 1802
      - Histeridae Gyllenhal, 1808
      - Hydrophilidae Latreille, 1802
      - Sphaeritidae Schuckard, 1839
      - Synteliidae Lewis, 1882

    - Nadčeleď Staphylinoidea Latreille, 1802
      - Agyrtidae C.G. Thomson, 1859
      - Hydraenidae Mulsant, 1844 (vodanovití)
      - Leiodidae Fleming, 1821 (lanýžovníkovití)[8]
      - Ptiliidae Erichson, 1845 (pírníkovití)
      - Scydmaenidae Leach, 1815
      - Silphidae Latreille, 1807 (mrchožrouti)
      - Staphylinidae Latreille, 1802 (drabčíci)
        - Scaphidiinae, dříve Scaphidiidae Latreille, 1807
        - Pselaphinae, dříve Pselaphidae Latreille, 1802